# Lior Narkis

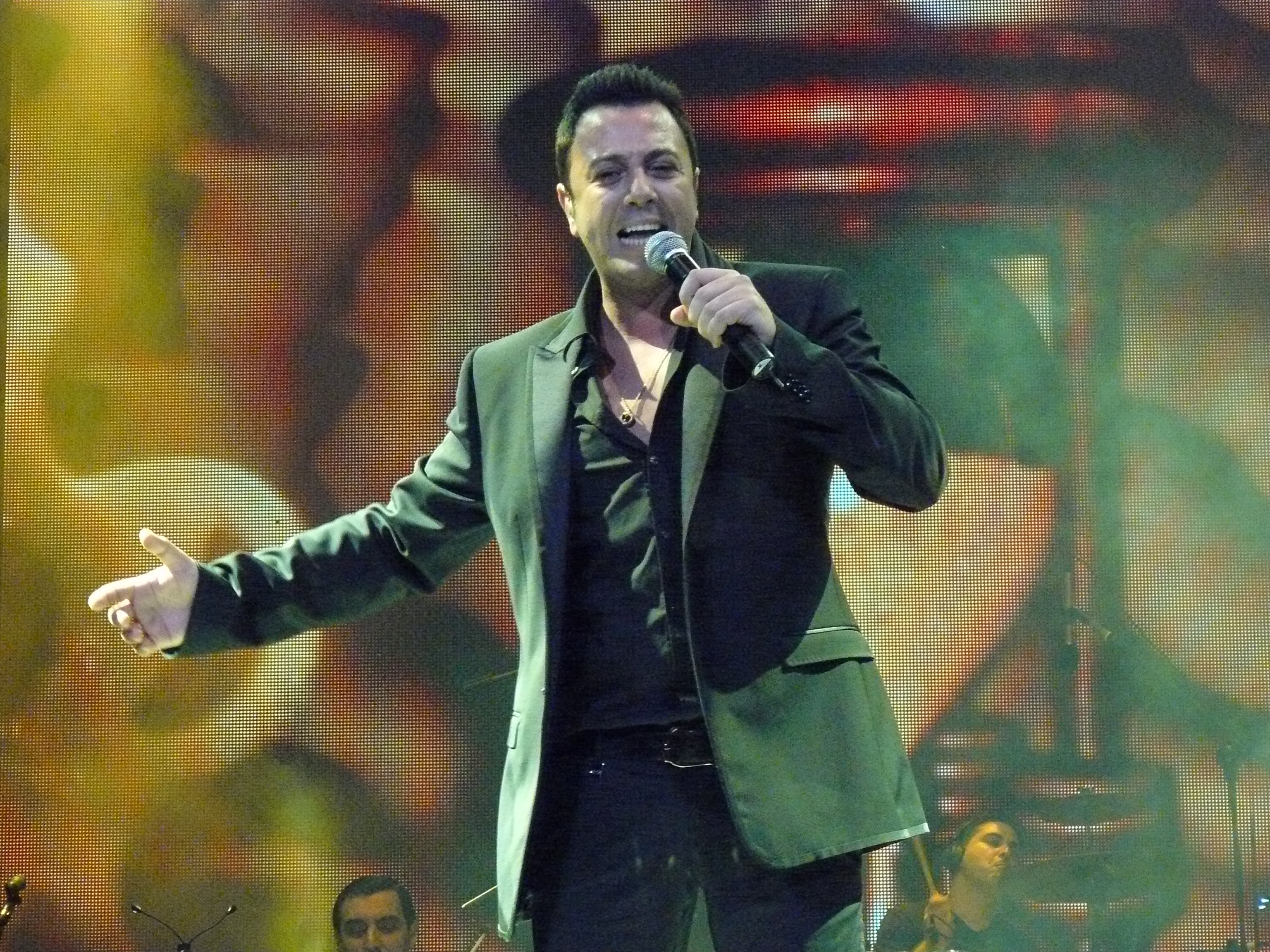
Lior Narkis

Lior Narkis (Hebreeuws: ליאור נרקיס) (Holon, 8 november 1976) is een Israëlisch zanger. Zijn muziek valt onder het muziekgenre muzika mizrahit, ofwel 'oriëntaalse' muziek.
Lior Narkis droomde er altijd van zanger te worden. Hij bracht zijn eerste album, Tfilat Chayay (תפילת חיי, 'Het gebed van mijn leven') uit toen hij 16 was. Tijdens zijn militairedienstperiode vormde Narkis met Tamir Tzur een musicalgroep.
Met zijn zesde album, Rak Itakh (רק איתך, 'Alleen met jou'), waarop de hit 'Lekhol Ekhad Yesh' (לכל אחד יש, 'Iedereen heeft'), brak Narkis definitief door in Israël. Het lied werd tot lied van het jaar gekozen. In 2002 bracht Narkis een album uit getiteld Ze Mehalev (זה מהלב, 'Recht uit het hart'). Opnieuw werd het een groot succes met vele hits. Zijn achtste album was Millim La'ahava (מילים לאהבה, 'Woorden van liefde'), genoemd naar zijn liedje voor het Eurovisiesongfestival.
Narkis werd geselecteerd door een commissie van de Israeli Broadcasting Authority (IBA) om Israël te vertegenwoordigen op het Eurovisiesongfestival 2003 vanwege zijn bekendheid en populariteit in eigen land. 'Millim La'ahava/Words of love' werd uit vier liedjes gekozen in een speciale uitzending van de Israëlische televisie. Het lied eindigde tijdens de finale op de negentiende plek.
- International Standard Name Identifier: 0000 0000 5351 5834
- Library of Congress Control Number: no2005048070
- MusicBrainz: 043640c5-5728-40e5-9122-6ee30103b2a9
- Nationale Bibliotheek van Israël: 987007297714605171
- Virtual International Authority File: 4662290
- WorldCat: E39PBJxWW8MYP3gVBH6P9RyDbd

1973: Ilanit · 
1974: Poogy · 
1975: Shlomo Artzi · 
1976: Chocolad Menta Mastik · 
1977: Ilanit · 
1978: Izhar Cohen & The Alphabeta · 
1979: Gali Atari & Milk and Honey · 
1981: Hakol Over Habibi · 
1982: Avi Toledano · 
1983: Ofra Haza · 
1985: Izhar Cohen · 
1986: Moti Giladi & Sarai Tzuriel · 
1987: Lazy Bums · 
1988: Yardena Arazi · 
1989: Gili & Galit · 
1990: Rita · 
1991: Duo Datz · 
1992: Dafna Dekel · 
1993: The Shiru Group · 
1995: Liora · 
1998: Dana International · 
1999: Eden · 
2000: Ping Pong · 
2001: Tal Sondak · 
2002: Sarit Hadad · 
2003: Lior Narkis · 
2004: David D'Or · 
2005: Shiri Maimon · 
2006: Eddie Butler · 
2007: Teapacks · 
2008: Bo'az Ma'uda · 
2009: Noa & Mira Awad · 
2010: Harel Skaat · 
2011: Dana International · 
2012: Izabo · 
2013: Moran Mazor · 
2014: Mei Finegold · 
2015: Nadav Guedj · 
2016: Hovi Star · 
2017: Imri Ziv · 
2018: Netta Barzilai · 
2019: Kobi Marimi · 
2021: Eden Alene · 
2022: Michael Ben David · 
2023: Noa Kirel · 
2024: Eden Golan · 
2025: Yuval Raphael